# Nitrogén-triklorid
A nitrogén-triklorid (vagy triklór-amin) egy kovalens, biner vegyülete a nitrogénnek és a klórnak, képlete: NCl3. Sárga színű, nagy sűrűségű, robbanékony folyadék. Meglehetősen reaktív vegyület. Hidrolízisekor hipoklorit keletkezik, ezért felhasználják fertőtlenítésre és liszt fehérítésére is. Ugyanazok a hatásai, mint a könnygáznak, de ilyen célra sohasem használták. A hétköznapi életben kis mennyiségben keletkezik uszodák és strandok vizében, amiben hipoklorit alapú fertőtlenítő és szerves illetve szervetlen eredetű ammónia-származékok reakciójában keletkezik. Az uszodák és strandok jellegzetes "uszoda"/klóros szagát ez a vegyület adja, nem pedig a klór. Valójában a klór és a vizelet reakciójakor keletkező melléktermék.

## Tulajdonságai
A nitrogén-triklorid veszélyes, fényre és hőre érzékeny, erősen robbanó tulajdonságú vegyület. Elsőként 1812-ben Pierre Louis Dulong, francia vegyész állította elő, aki felfedezéséért két ujjával és egyik szemével fizetett. Ennek a vegyületnek a robbanásánál vesztette el rövid időre látását Humphry Davy brit vegyész is.
Bomlásakor nitrogén- és klórgáz keletkezik:
{\displaystyle \mathrm {2NCl_{3}\rightarrow N_{2}+3Cl_{2}} }
Akár az ammóniának, a NCl3-nak is trigonális piramisos szerkezete van. A N-Cl kötéshossz 176 pm, amíg a Cl-N-Cl kötésszög 107°. A viszonylag kis elektronegativitás-különbség (ΔEN = 0,12) miatt a kötések jellege határozottan kovalens. Vízben nem, kloroformban, foszfor-trikloridban és szén-diszulfidban oldódik.

## Előállítása
Legegyszerűbben ammónium-klorid (NH4Cl) 28 °C-on telített vizes oldata rézkatód (-) és platinaanód (+) közötti elektrolízisével állítható elő. A folyamat során az anódon első lépésben klórgáz (Cl2) keletkezik:
{\displaystyle \mathrm {A:2Cl^{-}\rightarrow Cl_{2}+2e^{-}} }
amely az oldat ammónia (NH3) tartalmával azonnal reakcióba lép és több közti termék (N2, NH2Cl, NHCl2) mellett NCl3-ot képez:
{\displaystyle \mathrm {NH_{3}+3Cl_{2}\rightarrow NCl_{3}+3HCl} }
Az oldatban hosszabb ideig állva lassan hidrolizál és hipoklorit keletkezik:
{\displaystyle \mathrm {NCl_{3}+3H_{2}O\rightarrow NH_{3}+3HOCl} }